# Candidimonas nitroreducens
Candidimonas nitroreducens es una bacteria gramnegativa del género Candidimonas. Fue descrita en el año 2011, es la especie tipo. Su etimología hace referencia a la reducción de nitrato. Es anaerobia facultativa e inmóvil. Catalasa y oxidasa positivas. Tiene un tamaño de 0,11 por 0,53 μm, con forma de cocobacilo. Temperatura de crecimiento entre 15-40 °C, óptima de 30 °C. Forma colonias blancas, circulares y convexas en agar PCA tras 48 horas de incubación. Tiene un contenido de G+C de 64%. Se ha aislado de lodos de aguas residuales en Portugal. 